# Armoiries de Varsovie
Les armoiries de Varsovie se composent d'une syrenka sur fond de gueules. Cette imagerie est utilisée depuis au moins le milieu du XIVe siècle pour représenter la ville. La syrenka tient traditionnellement une épée en argent, bien que son épée soit d'or sur les versions plus récentes.

## Histoire
Les premières armoiries de Varsovie représentaient un dragon à tête humaine, portant une épée et un bouclier. La première utilisation connue se trouve sur un sceau datant de 1390. Il s'agit du plus ancien sceau armé de Varsovie existant, constitué d'un sceau rond bordé de l'inscription latine Sigilium Civitatis Varsoviensis (Sceau de la ville de Varsovie). Peu à peu, la tête et le corps du mâle furent remplacés par ceux d'une femelle et, à la fin du XVIe siècle, la queue passa également de celle d'un dragon à celle d'un poisson. Les seules parties restantes des armoiries originales sont l'épée et le bouclier.
À partir du début du XVIIe siècle, les archives de Varsovie associent une sirène brandissant une épée à la ville. Depuis 1622, les armoiries de Varsovie figurent une sirène avec une épée et un bouclier à la main, représentant la Mélusine de la Vistule, qui, selon la légende, conduisit le duc Bolesław II de Mazovie (1262-1313) au site approprié (un village de pêcheurs) et lui ordonna de fonder la ville, vers 1294. L'origine de ce personnage légendaire n'est pas entièrement connue. La devise de la ville est, à juste titre, Contemnit procellas (« Elle défie les tempêtes »).

## Utilisation moderne
La forme officielle actuelle des armoiries a été introduite en 1938, mais elle n'a été utilisée sous cette forme que jusqu'au début de la Seconde Guerre mondiale. Après 1945, les autorités communistes ont modifié l'emblème, supprimant la couronne. L'insigne a été restauré à sa forme d'avant-guerre le 15 août 1990.
Il existe également des « Grandes armes de la capitale de Varsovie » (Herb Wielki Miasta Stołecznego Warszawy) utilisé uniquement lors d'occasions cérémonielles. Il comprend une représentation de la médaille Virtuti Militari, qui a été décernée à la ville pour honorer la bravoure de ses citoyens pendant la Seconde Guerre mondiale. Il ajoute également la deuxième devise à l'emblème — Semper invicta (« Toujours invincible »).
Chaque membre des Queen's Royal Hussars de la cavalerie légère du Royaume-Uni porte la Maid of Warsaw, l'écusson de la ville de Varsovie, sur la manche gauche de sa tenue n°2 (de service). Les membres du 651 Squadron Army Air Corps du Royaume-Uni portent également la Maid of Warsaw sur la manche gauche de leur tenue n°2 (de service).

## Statues et sculptures

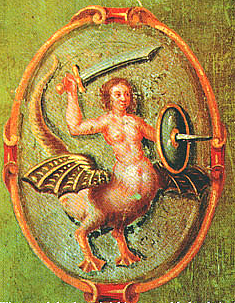
Les armoiries de la vieille ville de Varsovie sur la couverture d'un des livres comptables de Varsovie (1659).
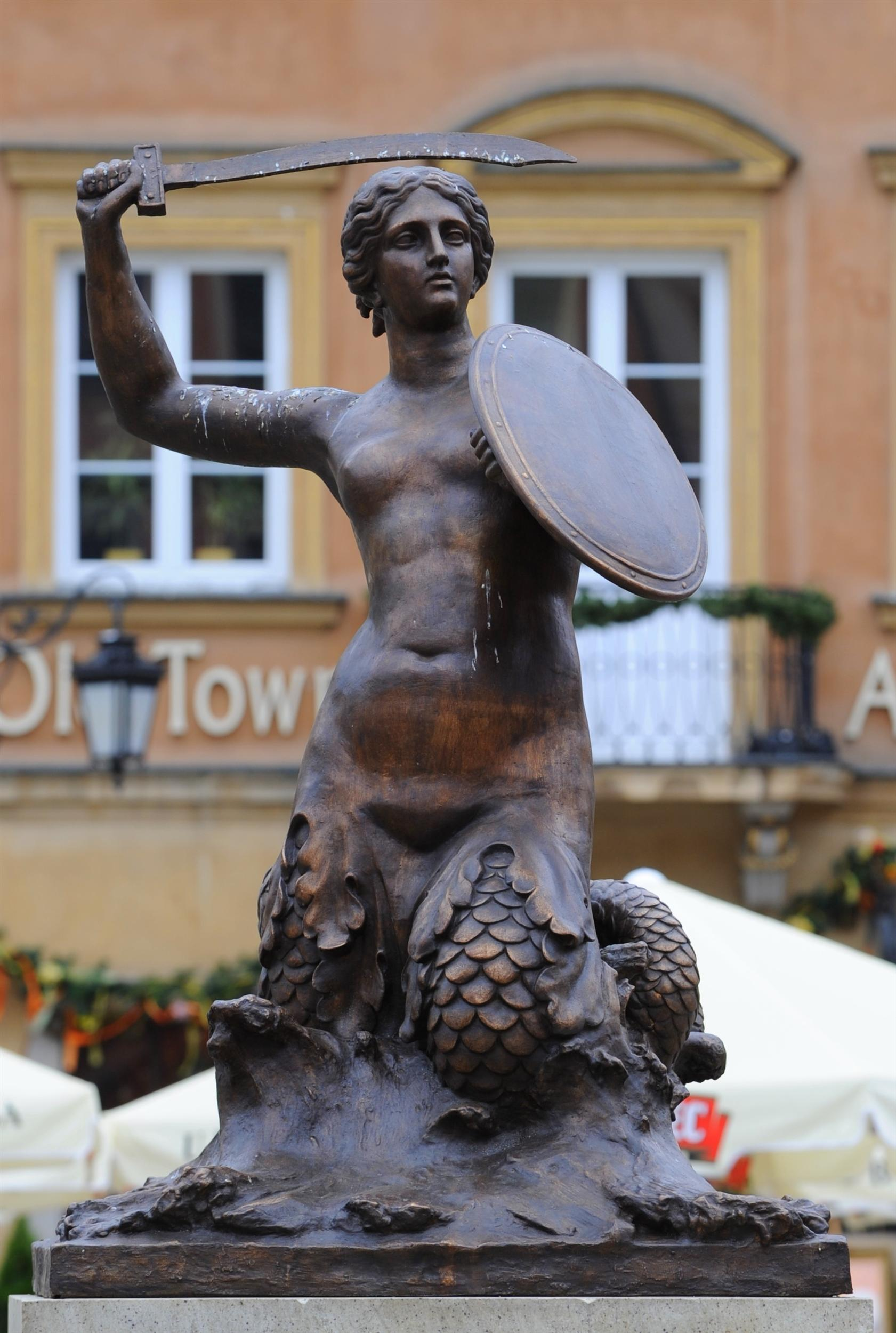
Statue de la Syrenka sur la place du marché de la vieille ville de Varsovie.
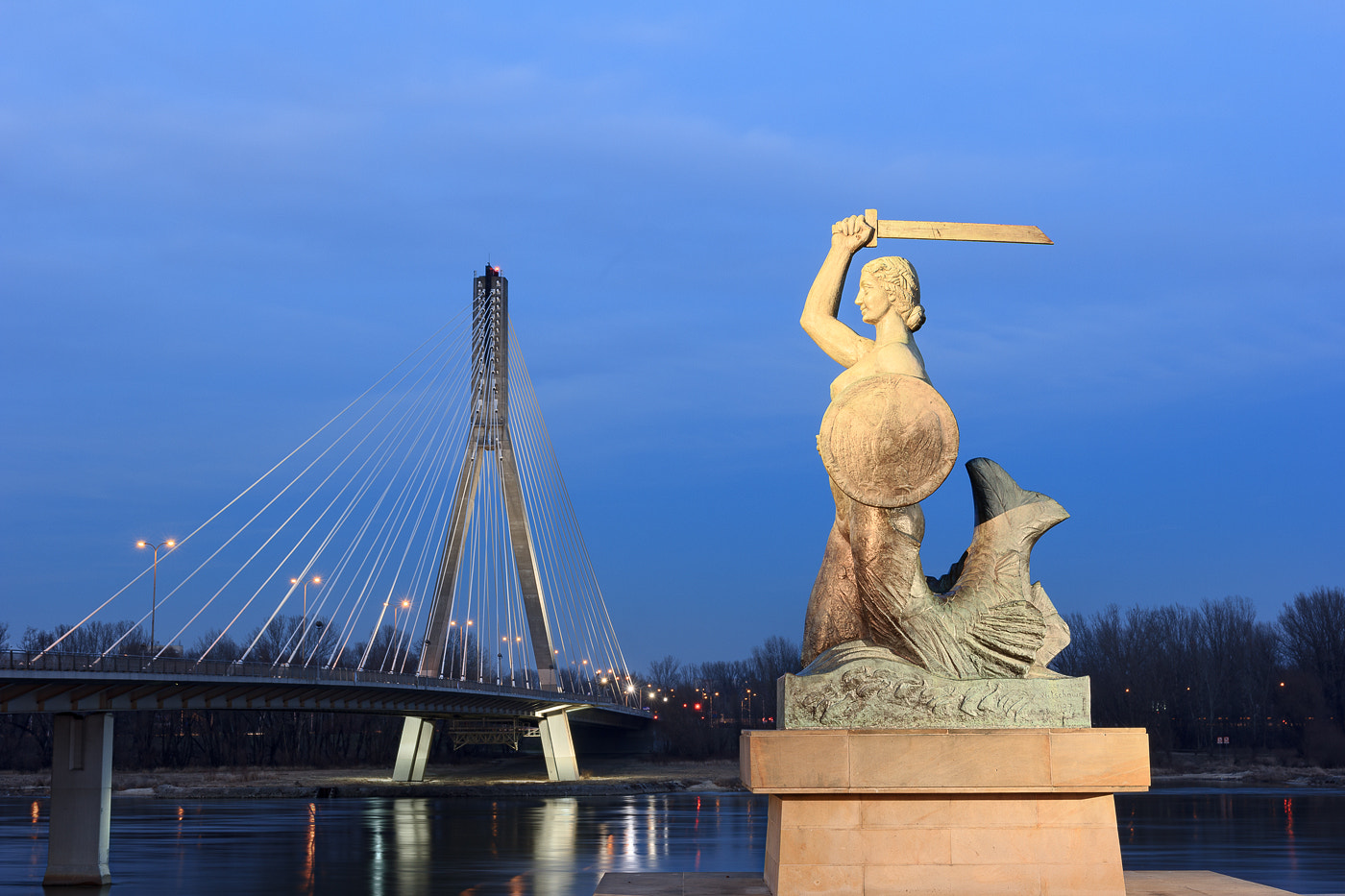
Syrenka à Powiśle.
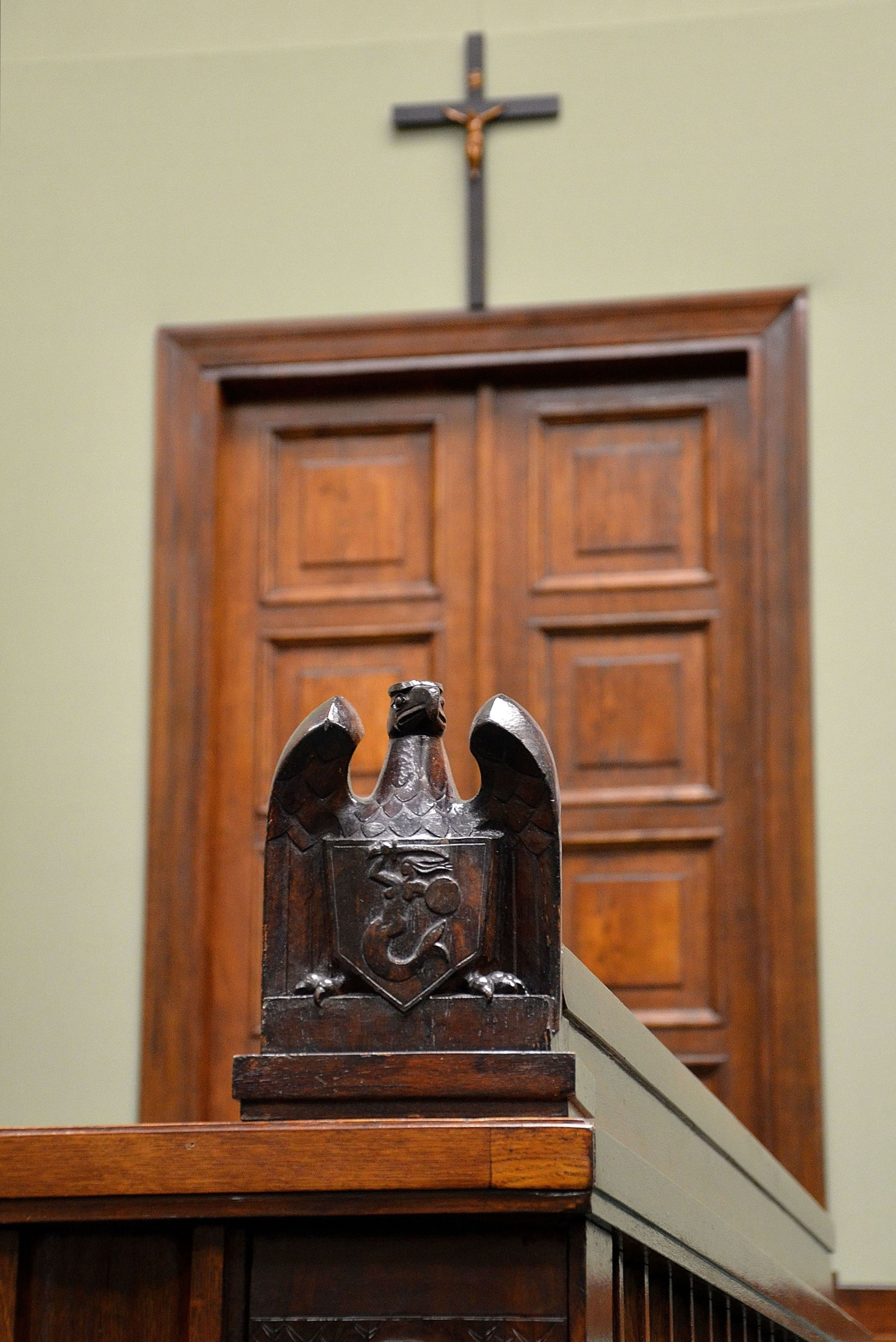
Syrenka dans la salle plénière de la Diète.

## Sources
1. ↑  « Warsaw Mermaid's Statue » [archive du 7 décembre 2008] (consulté le 10 juillet 2008)
2. ↑  « Warsaw's Coat of Arms, in Polish » [archive du 25 décembre 2008] (consulté le 13 novembre 2007)